# Бадамдар
Бадамдар (азерб. Badamdar) — посёлок городского типа в Сабаильском районе Баку.

## Достопримечательности
В посёлке находится Центральный ботанический сад НАНА. В посёлке также находится пятизвездочный отель «Hotel Badamdar».

## Этимология
Название Бадамдар происходит от персидских слов «бадам» (миндаль) и «дар» (дерево).
Часто посёлок по ошибке называют Патамдартом.